# Hans-Gustav Felber
Hans-Gustav Felber, nemški general, * 8. julij 1889, † 8. marec 1962.